# Saint-Maurice-Montcouronne
Saint-Maurice-Montcouronne je francouzské město v departementu Essonne, v regionu Île-de-France, 34 kilometrů jihozápadně od Paříže.

## Jméno
Obec se od roku 1793 jmenovala Saint-Maurice, po světci Mořici, přídavek Montcouronne byl připojen v roce 1937.

## Geografie
Sousední obce: Vaugrigneuse, Courson-Monteloup, Fontenay-lès-Briis, Le Val-Saint-Germain, Bruyères-le-Châtel, Saint-Chéron a Breuillet.

## Vývoj počtu obyvatel
Počet obyvatel

## Osobnosti obce
- Stéphane Adolphe Dervillé, průmyslník
- Gilbert Renault, odbojář

## Památky
- kostel sv. Mořice z 12. století